# フィンバック (潜水艦)
フィンバック (USS Finback, SS-230) は、アメリカ海軍の潜水艦。ガトー級潜水艦の一隻。
艦名はナガスクジラに因む。なお、退役から12年後にスタージョン級原子力潜水艦22番艦として2代目「フィンバック (SSN-670) 」が就役している。

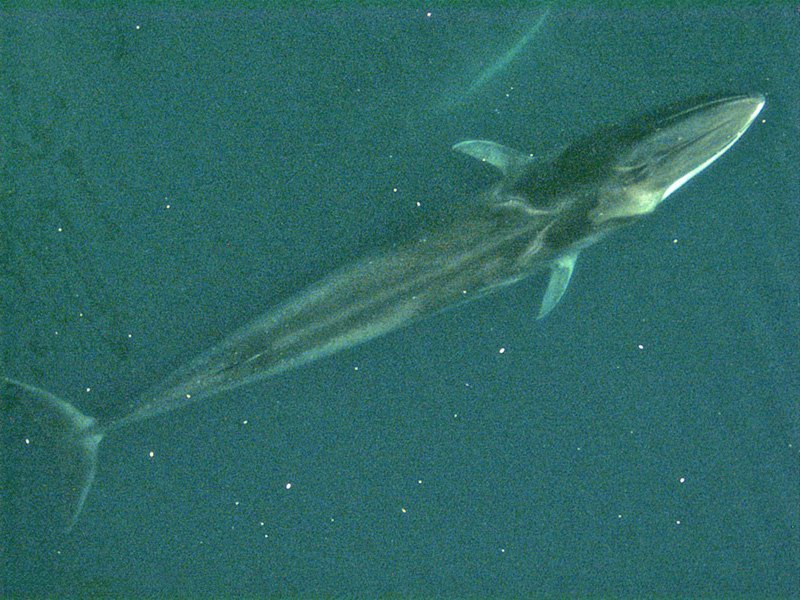
ナガスクジラ（通称Finback）

## 艦歴
「フィンバック」は1941年2月5日にメイン州キタリーのポーツマス海軍工廠で起工する。1941年8月25日にA・E・ワトソン夫人によって進水し、艦長ジェシー・L・ハル少佐（アナポリス1926年組）の指揮下1942年1月31日に就役する。ニューロンドンから太平洋戦線に送られ、5月29日に真珠湾に到着。ただちにミッドウェー海戦に参加した。海戦後、6月9日に真珠湾に帰投。以後、終戦までに12度の哨戒を行った。後の合衆国大統領ジョージ・H・W・ブッシュを救助した潜水艦としても知られる（後述）。

### 第1、第2の哨戒 1942年6月 - 11月
6月25日、「フィンバック」は最初の哨戒でアリューシャン列島方面に向かった。この方面にはすでに日本軍が進出しつつあった。7月5日に北緯51度44分 東経177度27分 / 北緯51.733度 東経177.450度の地点で天霧型および朝潮型と推定される2隻の駆逐艦と接触し、2つの目標に対してそれぞれ魚雷を3本ずつ発射した。元海上自衛隊一等海佐で艦艇研究家の田村俊夫は、その頃に至近距離から魚雷4本の攻撃を受けた駆逐艦「若葉」が、「フィンバック」に雷撃された駆逐艦であろうとする。8月9日から11日にかけてはタナガ湾に入り、タナガ島に調査チームを上陸させた後、翌12日にダッチハーバーに寄港。8月23日、48日間の行動を終えて真珠湾に帰投した。
9月23日、「フィンバック」は2回目の哨戒で東シナ海に向かった。10月14日午後、北緯25度20分 東経121度01分 / 北緯25.333度 東経121.017度の地点で水雷艇「鷺」に守られた第174船団を発見。そのうちの1隻である輸送船「帝村丸」（元フランス船ヴィル・ド・ヴェルダン/帝国船舶、7,007トン）に対して魚雷を2本発射し、右舷に魚雷が命中した「帝村丸」は漂流の後沈没した。「フィンバック」は深深度潜航で攻撃海域を去った。10月18日にも北緯25度15分 東経121度55分 / 北緯25.250度 東経121.917度の基隆近海で貨客船「丹後丸」（日本郵船、6,893トン）に対して艦尾発射管から魚雷を2本発射するも、相手は推定13.5ノットで航行していたとみられ命中せず、さらに魚雷を2本発射したが結果は同じであった。10月20日夜、「フィンバック」は北緯24度26分 東経120度26分 / 北緯24.433度 東経120.433度の地点で、基隆から馬公に回航途中の3隻の輸送船「はわい丸」（大阪商船、9,467トン）、「あふりか丸」（大阪商船、9,476トン）、「ろんどん丸」（大阪商船、7,190トン）を発見。日が変わった10月21日1時4分、「フィンバック」は二番船「あふりか丸」に対して魚雷を2本ずつ発射。そのうちの2本は左舷に命中し、1時10分に沈没。また「ろんどん丸」にも魚雷を命中させたが、同船は辛うじて沈没を免れた。
翌10月22日午後、「フィンバック」は北緯24度55分 東経119度48分 / 北緯24.917度 東経119.800度の地点で北陸丸級輸送船に対して魚雷を3本発射したが、回避される。10月25日朝の北緯22度21分 東経120度21分 / 北緯22.350度 東経120.350度の地点における陸軍輸送船「妙法丸」（東亜海運、4,122トン）に対する攻撃も、発射した3本の魚雷はいずれも回避された。11月3日にも北緯25度25分 東経126度31分 / 北緯25.417度 東経126.517度の地点で100トンクラスのサンパンを銃火で撃沈した。11月20日、58日間の行動を終えて真珠湾に帰投した。

### 第3、第4の哨戒 1942年12月 - 1943年4月
12月16日、「フィンバック」は3回目の哨戒で東シナ海に向かった。1943年1月17日、種子島沖で特設掃海艇「やちよ丸」（加藤シケ、271トン）と交戦し、「やちよ丸」に「撃沈した」と思わせるほどの甚大なダメージを与えた。しかし、この哨戒では魚雷を使うに値しない目標ばかりが魚雷の射程圏内に入り、大型艦船は射程圏内には入ってこなかった。2月6日、52日間の行動を終えてミッドウェー島に帰投。改装を行い、艦長がジョン・A・テリー・ジュニア少佐（アナポリス1933年組）に代わった。
2月27日、4回目の哨戒でトラック諸島方面に向かった。3月21日、北緯07度49分 東経139度48分 / 北緯7.817度 東経139.800度のウォレアイ環礁西方を単独航行中の特設運送艦「讃岐丸」（日本郵船、7,158トン）を発見し、魚雷を3本発射。うち2本が「讃岐丸」の船尾に命中して舵が折損し左推進器が脱落したが、同船は右舷側機械のみで航行を続けた。3月24日には北緯07度42分 東経134度12分 / 北緯7.700度 東経134.200度の地点で輸送船団を発見し、26日まで追跡を行った後、26日夜に北緯05度02分 東経139度10分 / 北緯5.033度 東経139.167度の地点で2隻の船舶に向けて3本を魚雷を発射したが命中しなかった。攻撃後、「フィンバック」は針路をウェーク島に向けて航海した。4月5日、ウェーク島南岸に座礁している大型船を発見した。これは3月28日に「タニー (USS Tunny, SS-282) 」の攻撃を受けて座礁した特設運送船「諏訪丸」（日本郵船、10,672トン）であった。「フィンバック」は「諏訪丸」に向けて魚雷2本を発射し、1本が右舷後部に命中し、「諏訪丸」は完全に止めを刺された。もう1本は西方に逸れて行き、サンゴ礁に命中した。
4月13日、44日間の行動を終えて真珠湾に帰投した。

### 第5、第6の哨戒 1943年5月 - 9月
5月12日、「フィンバック」は5回目の哨戒でパラオ方面に向かった。5月27日未明、北緯08度28分 東経134度06分 / 北緯8.467度 東経134.100度のパラオ北方海域で、舵機故障によりK519船団から脱落した陸軍輸送船「高知丸」（摂津商船、2,910トン）に対して魚雷を3本発射し、1本を命中させて撃沈。6月2日明け方には、前日から北緯07度24分 東経138度07分 / 北緯7.400度 東経138.117度の地点より追跡を続けた輸送船団に対し、北緯07度11分 東経134度45分 / 北緯7.183度 東経134.750度の地点で魚雷を3本発射し、1本が命中したと判断される。6月8日には北緯09度08分 東経134度04分 / 北緯9.133度 東経134.067度のパラオ沖で水雷艇「鳩」と「第31号哨戒艇」に護衛されたP607船団を発見し、計6本の魚雷を発射して特設運送艦「河北丸」（日本海汽船、3,350トン）に1本命中させてこれを撃沈。6月11日午前にも北緯07度40分 東経134度20分 / 北緯7.667度 東経134.333度のパラオ西水道入口で、「第46号哨戒艇」に護衛されたオ204船団を発見し、陸軍輸送船「ぜのあ丸」（日本郵船、6,784トン）を撃沈した。6月15日にも北緯10度00分 東経131度10分 / 北緯10.000度 東経131.167度の地点で輸送船に対して魚雷を3本発射するも、この攻撃は成功しなかった。この後、「フィンバック」は南西太平洋方面部隊潜水部隊に異動した。6月26日、44日間の行動を終えてフリーマントルに帰投した。
7月18日、「フィンバック」は6回目の哨戒でジャワ海に向かった。この哨戒での最初の接触は7月30日の夜にあった。北緯06度30分 東経111度30分 / 北緯6.500度 東経111.500度の地点で陸軍輸送船「隆山丸」（興国汽船、4,719トン）を攻撃した。「隆山丸」は搭載砲で反撃したが、結局撃沈された。8月1日明け方には南緯04度19分 東経112度09分 / 南緯4.317度 東経112.150度の地点で海軍徴傭船「あとらす丸」（大阪商船、7,347トン）に対して魚雷を4本発射して1本を命中させて損傷を与える。8月3日深夜には南緯05度18分 東経111度50分 / 南緯5.300度 東経111.833度の地点で陸軍輸送船「海祥丸」（八馬汽船、6,070トン）を発見し、魚雷を3本発射したものの回避され、続いて魚雷を2本発射して2本とも命中させて撃沈した。8月10日午後には南緯05度31分 東経120度46分 / 南緯5.517度 東経120.767度の地点で特設運送船「辰宮丸」（辰馬汽船、6,343トン）に対して三度にわたり攻撃し、撃破した。攻撃の後、「フィンバック」は爆撃を受けるが被害はなかった。8月19日には南緯03度01分 東経125度50分 / 南緯3.017度 東経125.833度の地点で4隻の小型船と交戦し、手痛い損害を与えた。
8月24日深夜、1,450トン級輸送船を発見し、日付が8月25日に変わった直後に南緯02度22分 東経128度27分 / 南緯2.367度 東経128.450度の地点で魚雷を2本発射するも、魚雷は命中しなかった。攻撃の後、「フィンバック」はミッドウェー島に針路を向け、9月7日に寄港した。9月12日、56日間の行動を終えて真珠湾に帰投。真珠湾の海軍工廠で、11月30日まで定期オーバーホールに入った。

### 第7、第8の哨戒 1943年12月 - 1944年5月
12月15日、「フィンバック」は7回目の哨戒で東シナ海に向かった。荒天に遭遇しつつも、九州近海に接近していった。1944年1月2日未明、北緯28度36分 東経129度03分 / 北緯28.600度 東経129.050度の中之島沖で、舵機故障で海防艦「佐渡」護衛の船団から脱落したタンカー「一心丸」（日本石油、10,044トン）を発見。魚雷を3本つつ2度発射し、計4本が命中してこれを撃沈した。1月30日には北緯30度19分 東経134度03分 / 北緯30.317度 東経134.050度の地点でトロール船を砲撃で撃沈。翌1月31日にも北緯30度42分 東経139度49分 / 北緯30.700度 東経139.817度の地点で別のトロール船を破壊した。2月11日、58日間の行動を終えて真珠湾に帰投した。
3月6日、「フィンバック」は8回目の哨戒でカロリン諸島方面へ向かった。この哨戒では第58任務部隊（マーク・ミッチャー中将）の搭乗員の救助を主な任務とした。4月12日午後、6隻の船舶が中心の輸送船団を発見し、夜に入って3隻の護衛艦に注意しつつ北緯09度39分 東経147度50分 / 北緯9.650度 東経147.833度の地点から4隻の船舶に対して三度にわたる攻撃を行い、3隻の中型輸送船に損傷を与えたと判断された。4月16日にはオロルック環礁を偵察し、半没状態の船と監視塔を攻撃した。4月19日には北緯08度22分 東経151度41分 / 北緯8.367度 東経151.683度の地点で5隻のサンパンを発見し、うち50トン級サンパン1隻を砲撃により撃沈した。5月1日、55日間の行動を終えて真珠湾に帰投。艦長がジェームス・L・ジョーダン少佐（アナポリス1933年組）に代わった。

### 第9、第10の哨戒 1944年5月 - 10月・ブッシュ救助
5月30日、「フィンバック」は9回目の哨戒でフィリピン海に向かった。この哨戒でも、マリアナ諸島攻略の援護をする第58任務部隊搭乗員の救助を主な任務とした。6月19日のマリアナ沖海戦前後には、「アルバコア (USS Albacore, SS-218) 」や「カヴァラ (USS Cavalla, SS-244) 」より北の位置で哨戒しており、6月19日夜には北緯14度20分 東経137度04分 / 北緯14.333度 東経137.067度の地点で、レーダーで13,000mの位置に機動部隊のようなものを探知する。「フィンバック」は戦闘配置を令して追跡を開始し、集団は二つのグループに分かれていると判断される。さらに、グループがサーチライトを上空に向けて2つ照らしている様子もうかがえた。しかし、4隻の駆逐艦が「フィンバック」のいる方向に向かっているのが分かり、潜航を余儀なくされた。浮上後、艦隊発見の報告を行うが、報告したのは艦隊を探知してから約6時間が経過しており、その報告が第5艦隊司令長官レイモンド・スプルーアンス大将のもとに届くまでにさらに3時間もかかっていたため、結果的にこの報告は意味を成さなかった。7月21日、50日間の行動を終えてマジュロに帰投。艦長がロバート・R・ウィリアムス・ジュニア少佐（アナポリス1934年組）に代わった。

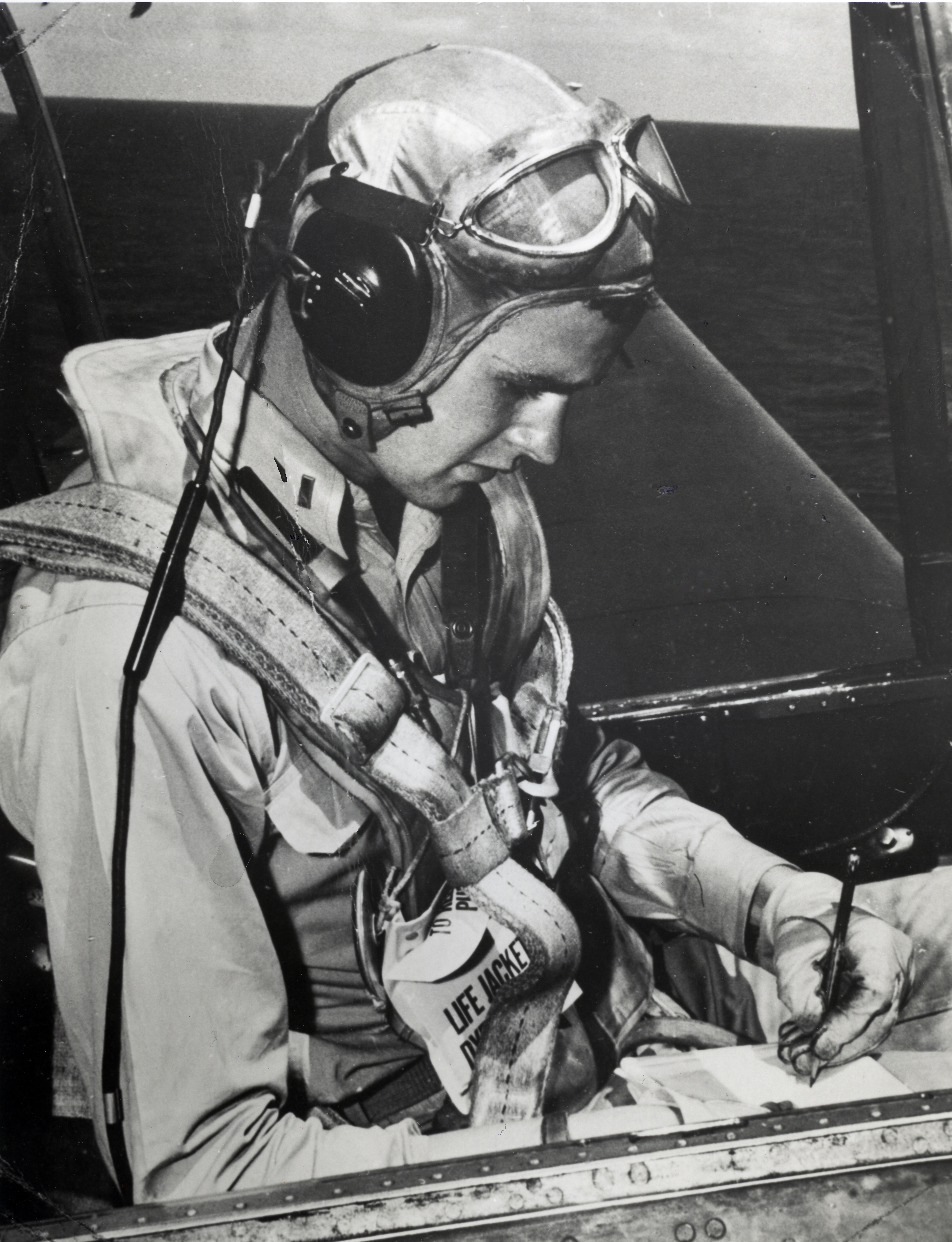
ジョージ・H・W・ブッシュ（パイロット時代)

8月16日、「フィンバック」は10回目の哨戒で小笠原諸島方面に向かった。8月中から9月1日までは硫黄島攻撃の支援にあたり、9月1日には空母「フランクリン (USS Franklin, CV-13) 」のTBF アヴェンジャーのクルーであるトーマス・ケーン少尉他2名を救助した。その頃、当時は海軍中尉のジョージ・H・W・ブッシュは空母「サン・ジャシント (USS San Jacinto, CVL-30) 」の搭乗員の一員として乗艦し、「サン・ジャシント」は第38任務部隊（マーク・ミッチャー中将）の一艦として、艦載機で小笠原諸島を爆撃すべく進撃していた。第38任務部隊は8月末に小笠原に接近。ブッシュのいたVT-51（第51雷撃隊）は父島にある日本海軍の通信施設などを繰り返し爆撃し、さらには水上部隊も父島に艦砲射撃を加えていた。9月1日にも送信所への爆撃が実施されたが不成功だったので、翌日も繰り返すこととなった。9月2日、2日連続で同じ目標を攻撃するゆえ対空砲火に関する注意を受けた攻撃隊は父島へ向けて発進。ブッシュら指揮官機らに続いて通信施設を爆撃しつつあった。その時、対空砲火がブッシュ機「バーバラ」のエンジンに命中し、火を噴き始めた。しかし、「バーバラ」は被弾にも屈せず投弾して爆弾は通信施設に命中。「バーバラ」は東方に避退したが火勢が強くなり、ブッシュは他のクルーと共に落下傘降下を行った。ブッシュは「バーバラ」に頭をぶつけながらも降下に成功して父島の北東海域に着水したが、同時に降下したクルーの一人の落下傘はついに開かなかった。
父島沖に待機していた「フィンバック」が、指揮官機からの通報を受け取ったのは9時33分のことだった。通報で「バーバラ」の推定墜落位置の情報を得た「フィンバック」は直ちに現場に急行。11時56分にブッシュを救助した。同時に同僚であるデラニー二等兵曹とホワイト中尉の捜索も行ったが、ついに発見できなかった。「フィンバック」はブッシュを救助した後も引き続き、付近で搭乗員の捜索を行い、16時20分に空母「エンタープライズ (USS Enterprise, CV-6) 」所属のジェームズ・ベックマン少尉を救助した。その後、「フィンバック」は「お客」のブッシュ以下5名を乗せたまま任務を続行。9月10日から11日にかけての深夜は北緯27度40分 東経140度37分 / 北緯27.667度 東経140.617度の父島沖で輸送船団を発見し、海防艦「八十島」の追跡をかわして二度にわたる水上攻撃を行い、2隻の陸軍船、「八祥丸」（南洋海運、530トン）と「第二博運丸」（西海汽船、860トン）を撃沈した。10月4日、「フィンバック」は50日間の行動を終えて真珠湾に帰投。ブッシュらはそれぞれの母艦に戻っていった。
デラニー二等兵曹とホワイト中尉は行方不明となり死亡認定され、ブッシュは後に空軍殊勲十字章を受章した。ブッシュは1987年に出版した自伝でこの撃墜を振り返った際、「終戦後に父島の人肉事件を雑誌で知って「最悪の時を思い起こさせた」」と書いている。ブッシュが日本軍に撃墜されたことは1988年の大統領選終盤期や在任当時、日本のテレビ番組ニュースステーションでも報道されたが軽い扱いであり、「フィンバック」の功績は報道されなかった。

### 第11、第12の哨戒 1944年11月 - 1945年3月
11月1日、「フィンバック」は11回目の哨戒で小笠原諸島方面に向かった。今回も搭乗員支援を主として活動した一方で、12月16日未明に北緯27度24分 東経141度44分 / 北緯27.400度 東経141.733度の地点で3隻の輸送船団を探知し、まず護衛艦に対して魚雷を3本発射するも命中せず、もう3本発射しても結果は同じだった。約1時間後、今度は目標を輸送船に切り替えて魚雷を3本発射し、2本が海軍徴傭船「い号寿山丸」（興国汽船、2,111トン）に命中してこれを撃沈した。続いて別の目標と護衛艦に対してそれぞれ魚雷を3本発射したが、これは命中しなかった。12月24日、50日間の行動を終えてミッドウェー島に帰投した。
1945年1月20日、「フィンバック」は12回目の哨戒で「プライス (USS Plaice, SS-390) 」「シーポーチャー (USS Sea Poacher, SS-406) 」とウルフパックを構成し東シナ海に向かった。2月9日には北緯29度35分 東経124度56分 / 北緯29.583度 東経124.933度の地点で病院船「高砂丸」（大阪商船、9,315トン）を目撃。しかし、この頃には目ぼしい日本の艦船が一握りの艦船を除いてほとんどいなくなってしまった時期でもあり、攻撃機会もなく戦果を挙げることはなかった。3月25日、62日間の行動を終えて真珠湾に帰投。2度目のオーバーホールを真珠湾で実施し、その途中で終戦を迎えた。

### 戦後
8月29日、「フィンバック」はニューロンドンに向けて出航した。「フィンバック」はその経歴の最後の5年を、母港ニューロンドンを拠点として潜水艦乗組員の訓練艦として訓練に従事した。1947年および48年の2回、カリブ海での第2艦隊演習に参加した。1950年4月21日にニューロンドンで退役し、その後予備役艦として保管された。1958年9月1日に除籍され、翌1959年7月15日にスクラップとして売却された。
「フィンバック」の12回の哨戒は、第3、第9、第12回を除いた全てが成功として記録された。「フィンバック」は第二次世界大戦の戦功で13個の従軍星章を受章した。撃沈した敵艦の総トン数は69,383トンに上る。